# Mistrzostwa Świata w Lekkoatletyce 1983 – sztafeta 4 × 100 m kobiet
Sztafeta 4 × 100 metrów kobiet – jedna z konkurencji biegowych rozgrywanych podczas lekkoatletycznych mistrzostw świata w 1983 na Stadionie Olimpijskim w Helsinkach.

## Terminarz
| Data        |            |
| ----------- | ---------- |
| 10 sierpnia | Eliminacje |
| 10 sierpnia | Finał      |

## Rekordy
|               | Zawodniczki                                                         | Wynik | Miejsce | Data               |
| ------------- | ------------------------------------------------------------------- | ----- | ------- | ------------------ |
| Rekord świata | NRD · (Silke Gladisch, Marita Koch, Ingrid Auerswald, Marlies Göhr) | 41,53 | Berlin  | 31 lipca 1983(dts) |

## Wyniki

### Eliminacje
Rozegrano dwa biegi eliminacyjne. Z każdego biegu cztery najlepsze sztafety automatycznie awansowały do finału (Q). 

### Bieg 1
| Poz. | Reprezentacja   | Zawodniczki                                                                | Wynik | Uwagi |
| ---- | --------------- | -------------------------------------------------------------------------- | ----- | ----- |
| 1    | Wielka Brytania | Joan Baptiste, Kathy Cook, Beverley Callender, Shirley Thomas              | 43,06 | Q     |
| 2    | Bułgaria        | Ginka Zagorczewa, Anelija Nunewa, Nadeżda Georgiewa, Pepa Pawłowa          | 43,19 | Q     |
| 3    | ZSRR            | Ludmiła Kondratjewa, Jelena Winogradowa, Iryna Olchownikowa, Olga Antonowa | 43,51 | Q     |
| 4    | Czechosłowacja  | Jarmila Strejčková, Štěpánka Sokolová, Radislava Šoborová, Eva Murková     | 43,89 | Q     |
| 5    | RFN             | Monika Hirsch, Elke Vollmer, Michaela Schabinger, Ute Thimm                | 44,21 |       |
| 6    | Włochy          | Carla Mercurio, Erica Rossi, Daniela Ferrian, Marisa Masullo               | 44,46 |       |
| 7    | Finlandia       | Sisko Markkanen, Helinä Marjamaa, Margareete Honkaharju, Riitta Ketonen    | 44,77 |       |
| 8    | Dania           | Britt Hansen, Helle Theil, Lisbet Nissen-Petersen, Dorthe Rasmussen        | 45,04 | [ 2 ] |

### Bieg 2
| Poz. | Reprezentacja     | Zawodniczki                                                                    | Wynik  | Uwagi |
| ---- | ----------------- | ------------------------------------------------------------------------------ | ------ | ----- |
| 1    | NRD               | Silke Gladisch, Marita Koch, Ingrid Auerswald, Marlies Göhr                    | 42,59  | Q     |
| 2    | Jamajka           | Leleith Hodges, Jacqueline Pusey, Juliet Cuthbert, Merlene Ottey               | 43,10, | Q     |
| 3    | Francja           | Marie-France Loval, Marie-Christine Cazier, Rose-Aimée Bacoul, Liliane Gaschet | 43,52  | Q     |
| 4    | Kanada            | Angela Bailey, Marita Payne, Tanya Brothers, Molly Killingbeck                 | 44,19  | Q     |
| 5    | Stany Zjednoczone | Alice Brown, Diane Williams, Chandra Cheeseborough, Randy Givens               | 44,20  |       |
| 6    | Bahamy            | Shonel Ferguson, Pauline Davis, Whelma Colebrook, Oralee Fowler                | 44,76  |       |
| 7    | Ghana             | Grace Armah, Mercy Addy, Elisabeth Wilson, Mary Mensah                         | 47,51  |       |

### Finał
| Poz. | Reprezentacja   | Zawodniczki                                                                    | Wynik | Uwagi |
| ---- | --------------- | ------------------------------------------------------------------------------ | ----- | ----- |
| 1    | NRD             | Silke Gladisch, Marita Koch, Ingrid Auerswald, Marlies Göhr                    | 41,76 |       |
| 2    | Wielka Brytania | Joan Baptiste, Kathy Cook, Beverley Callender, Shirley Thomas                  | 42,71 |       |
| 3    | Jamajka         | Leleith Hodges, Jacqueline Pusey, Juliet Cuthbert, Merlene Ottey               | 42,73 | [ 3 ] |
| 4    | Bułgaria        | Ginka Zagorczewa, Anelija Nunewa, Nadeżda Georgiewa, Pepa Pawłowa              | 42,93 |       |
| 5    | Kanada          | Angela Bailey, Marita Payne, Tanya Brothers, Molly Killingbeck                 | 43,05 |       |
| 6    | ZSRR            | Ludmiła Kondratjewa, Jelena Winogradowa, Iryna Olchownikowa, Olga Antonowa     | 43,22 |       |
| 7    | Francja         | Marie-France Loval, Marie-Christine Cazier, Rose-Aimée Bacoul, Liliane Gaschet | 43,40 |       |
| 8    | Czechosłowacja  | Jarmila Strejčková, Štěpánka Sokolová, Radislava Šoborová, Eva Murková         | 43,78 |       |